# It Takes a Thief
It Takes a Thief – debiutancki album amerykańskiego rapera Coolia. Został wydany 19 lipca, 1994 roku.
Album zadebiutował na 8. miejscu notowania Billboard 200.

## Lista utworów
1. "Fantastic Voyage"
2. "County Line"
3. "Mama I'm in Love Wit a Gangsta" (featuring LeShaun)
4. "Hand on My Nutsac"
5. "Ghetto Cartoon"
6. "Smokin' Stix"
7. "Can-O-Corn"
8. "U Know Hoo!" (featuring WC)
9. "It Takes a Thief"
10. "Bring Back Somethin Fo da Hood"
11. "N da Closet"
12. "On My Way to Harlem"
13. "Sticky Fingers"
14. "Thought You Knew"
15. "Ugly Bitches"
16. "I Remember" (featuring J-Ro & Billy Boy)